# Leyrat
Leyrat är en kommun i departementet Creuse i regionen Nouvelle-Aquitaine i de centrala delarna av Frankrike. Kommunen ligger i kantonen Boussac som tillhör arrondissementet Guéret. År 2022 hade Leyrat 143 invånare.

## Befolkningsutveckling
Antalet invånare i kommunen Leyrat
Referens:INSEE